# Paul Zorner
Paul Zorner, eigentlich Paul Zloch, (* 31. März 1920 in Roben bei Leobschütz; † 27. Januar 2014 in Homburg) war ein deutscher Luftwaffenoffizier und Nachtjagdflieger im Zweiten Weltkrieg. Er beendete den Krieg als Gruppenkommandeur mit 59 Luftsiegen im Range eines Majors und wurde mit dem Eichenlaub zum Ritterkreuz des Eisernen Kreuzes ausgezeichnet. 2006 erhielt Zorner für seine Verdienste als Gründer des Fördervereins „Partnerschaft mit Schlesien“ die Verdienstmedaille des Verdienstordens der Bundesrepublik Deutschland.

## Leben

### Kindheit und Jugend
Paul Zorner wuchs als zweitältestes Kind von Paul Anton Zloch und dessen bereits im Ersten Weltkrieg verwitweten Ehefrau Bibiana auf. Seine Mutter brachte aus ihrer ersten Ehe eine Tochter, Gretel, in die neue Ehe mit. Paul folgten noch sechs weitere Geschwister. Der Nachname „Zloch“ stammt aus dem Masurischen und bedeutet „jähzornig“. Paul Anton Zloch war im Ort als Lehrer beschäftigt. Als ein neues Gesetz zum deutschen Beamtentum erlassen wurde, ließ Paul Anton Zloch sich und seine Familie kurzerhand von Zloch umbenennen in Zorner. Damals war das eine einfache, von den Behörden gern gesehene Formalität, die das Deutschtum fördern sollte. Um den Kindern den Besuch des Gymnasiums zu ermöglichen, zog die Familie öfters um, zunächst nach Gläsen im Kreis Leobschütz und schließlich im Herbst 1932 in die Nähe von Neiße. In der Hitlerjugend war Zorner als „Pimpfenführer“ für die jüngeren Kinder verantwortlich, eine Stelle, die er bis Oktober 1937 innehatte. Zorner erhielt am 8. März 1938 sein Abiturzeugnis am Staatlichen Gymnasium Carolinum in Neiße und leistete in den darauf folgenden Monaten den obligatorischen Dienst beim Reichsarbeitsdienst ab. Bereits 1937 auf Fliegertauglichkeit geprüft, begann er im November 1938 seinen Dienst in der Luftwaffe.

### Luftwaffe
Laut Gestellungsbefehl war Paul Zorners erste Einheit auf seinem Weg zum Flugzeugführer in der Luftwaffe ab dem 7. November 1938 die Fliegerersatzabteilung 61, die zu dieser Zeit in Oschatz stationiert war. Nach der obligatorischen Grundausbildung und Vereidigung in der 2. Kompanie wurde Zorner Mitte März 1939 nach Berlin-Gatow an die Luftkriegsschule 2 versetzt. Dort absolvierten die Offizieranwärter ihre Offizierausbildung sowie die ersten Schritte auf dem Weg zu den verschiedenen fliegerischen Berechtigungen in Form einer fliegerischen Grundschulung.

### Ausbildung zum Flugzeugführer und Einsatz als Fluglehrer
Im November 1939 wurde Paul Zorners Aufsicht an der LKS nach Alt-Lönnewitz in Sachsen kommandiert. Dort erlernten die Flugschüler auf Mustern wie der Ju 52, der He 111 weitere Grundlagen, unter anderem auch Instrumentenflug. Dieser Lehrgang war im März 1940 beendet und Zorner erhielt den Luftfahrzeugführerschein. Im Gegensatz zu seinen Kameraden wurde er jedoch nicht zu einer Fronteinheit versetzt, sondern verblieb als Fluglehrer an der Flugzeugführerschule C 3 Alt-Lönnewitz. Nächste Station seines militärischen Werdegangs war die Flugzeugführerschule (FFS) C 11 in Zeltweg in der Steiermark, wo er bis zum 15. Januar 1941 blieb.

### Transportflugzeugführer
Nach einem kurzen Intermezzo an der FFS C 8 in Wiener Neustadt wurde Zorner Teil der Kampfgruppe zur besonderen Verwendung (KGr. z. b. V.) 104, die Nachschubflüge von Trapani auf Sizilien für das Afrikakorps durchführen sollte.
Vier Flugzeugführer bekamen zeitweise den „Sonderauftrag“, Transporte in den Irak durchzuführen, die hauptsächlich bei Nacht unter schwierigen Bedingungen geflogen wurden. Dazu bekamen die Flugzeuge sogar irakische Hoheitsabzeichen und die Piloten der deutschen Luftwaffe spezielle Uniformen, die die eigentliche Herkunft der Soldaten verschleiern sollten.
Mit Beginn des Unternehmens Barbarossa wurde auch die KGr. z. b. V. 104 an die Ostfront verlegt. Dabei unterstützte sie besonders die Jagdgeschwader 52 und 77 auf ihrem schnellen Vormarsch im Südabschnitt der Front. Am 10. Oktober 1941 erhielt Zorner, nachdem er sich um eine Versetzung bemüht hatte, den Befehl sich auf der Nachtjagdschule 1 in Schleißheim zu melden.

### Nachtjagd
Die Ausbildung in Schleißheim begann auf einmotorigen Flugzeugen wie der Heinkel He 51, der Arado Ar 96 und anderen Typen, um die bisherigen Transportflieger an den Luftkampf heranzuführen. Erst nach dieser Ausbildung, die auch schon unter dem Mangel an Benzin litt, wurden die Flugzeugführer an die Nachtjagdschule auf den Fliegerhorst Ingolstadt/Manching versetzt, um die benötigte Nachtjagdausbildung zu erhalten. Ende Juni 1942 wurde Paul Zorner dann in seine erste Einsatzgruppe innerhalb der Nachtjagd versetzt: Die III. Gruppe des Nachtjagdgeschwaders 2 auf dem niederländischen Fliegerhorst Gilze-Rijen unter dem Gruppenkommandeur Herbert Bönsch.
In der 8. Staffel blieb Zorner jedoch nicht lange, schon am 3. Oktober 1942 wurde er auf den Fliegerhorst Grove beim dänischen Karup versetzt, in die 10. Staffel des Nachtjagdgeschwaders 3. In seiner Erinnerung ist ihm das Auftreten von Heinrich Prinz zu Sayn-Wittgenstein geblieben, der die Gruppe nach Bönschs tödlichem Absturz übernommen hatte. In Grove flog Zorner nun die Do 217. Am 17. Januar 1943 erzielte er seinen ersten Luftsieg gegen eine Handley Page Halifax.
Am 6. Dezember 1942 wurde Zorner erneut versetzt, diesmal zur 2. Staffel des Nachtjagdgeschwaders 3, die auf dem Fliegerhorst Wittmundhafen stationiert war. Hier wurde er Staffelkapitän.
Nach Verwendungen in weiteren Staffeln des Nachtjagdgeschwaders 3 wurde er am 4. April 1944 als Hauptmann Gruppenkommandeur der III. Gruppe des Nachtjagdgeschwaders 5.
Das Kriegsende erlebte er als Major und Gruppenkommandeur der 2. Gruppe des Nachtjagdgeschwaders 100.

### Kriegsgefangenschaft
Nach dem Kriegsende kam Paul Zorner in sowjetische Kriegsgefangenschaft. Am 5. Januar 1950 kehrte er wieder zu seiner Familie zurück.

### Nach dem Zweiten Weltkrieg
Im Mai 2006 erhielt Paul Zorner für seine besonderen ehrenamtlichen Verdienste als Gründer des Fördervereins „Partnerschaft mit Schlesien“ die Verdienstmedaille des Verdienstordens der Bundesrepublik Deutschland. Der 1995 gegründete Verein zielt auf eine Verbesserung der deutsch-polnischen Beziehungen und organisierte u. a. Hilfen während des Oderhochwassers 1997. Zorner war Ehrenbürger der polnischen Stadt Reńska Wieś (früher Reinschdorf).

## Auszeichnungen
- Eisernes Kreuz (1939) II. Klasse am 9. Juni 1941
- Eisernes Kreuz (1939) I. Klasse am 12. März 1943
- Deutsches Kreuz in Gold am 20. März 1944
- Ehrenpokal für besondere Leistung im Luftkrieg am 31. August 1943
- Ritterkreuz des Eisernen Kreuzes mit Eichenlaub
  - Ritterkreuz am 9. Juni 1944
  - Eichenlaub am 17. September 1944 (588. Verleihung)[23]
- Verdienstmedaille des Verdienstordens der Bundesrepublik Deutschland am 9. Mai 2006[24]

## Schriften
- Nächte im Bomberstrom – Erinnerungen 1920–1950. NeunundzwanzigSechs-Verlag, Moosburg 2007, ISBN 978-3-9807935-9-9.